# Villa Reales de Serdán
Villa Reales de Serdán är en ort i Mexiko.   Den ligger i kommunen Chalchicomula de Sesma och delstaten Puebla, i den sydöstra delen av landet, 180 km öster om huvudstaden Mexico City. Villa Reales de Serdán ligger 2 531 meter över havet och antalet invånare är 144.
Terrängen runt Villa Reales de Serdán är kuperad åt sydost, men åt nordväst är den platt. Runt Villa Reales de Serdán är det ganska tätbefolkat, med 166 invånare per kvadratkilometer. Närmaste större samhälle är Ciudad Serdán, 1,7 km nordost om Villa Reales de Serdán. Omgivningarna runt Villa Reales de Serdán är en mosaik av jordbruksmark och naturlig växtlighet.